# Babajurt
Babajurt (in russo Бабаюрт?; in lingua cumucca: Бабав-юрт) è un villaggio della Russia situato nel Daghestan. Appartiene al rajon Babajurtovskij di cui è il centro amministrativo.
Il villaggio si trova 90 km a nord-ovest della città di Machačkala.